# ماريو منديز (لاعب كرة قدم أوروغواياني)
ماريو منديز (بالإسبانية: Mario Omar Méndez)‏ هو لاعب كرة قدم أوروغواياني في مركز الدفاع، ولد في 11 مايو 1938 في الأوروغواي. شارك مع منتخب الأوروغواي لكرة القدم. أما مع النوادي، فقد لعب مع بنيارول وناسيونال مونتيفيديو.

## وصلات خارجية
- ماريو منديز على موقع الاتحاد الدولي (مؤرشف)  (الإنجليزية)
- ماريو منديز على موقع ناشيونال فوتبول تيمز (الإنجليزية)
- ماريو منديز على موقع Soccerway.com (الإنجليزية)
- ماريو منديز على موقع عالم كرة القدم.نت (الإنجليزية)